# 品川工業所
株式会社品川工業所（しながわこうぎょうしょ）は、奈良県磯城郡田原本町に本社を置く、機械製造会社。
全自動たまご焼き機をはじめとする製菓用機械・食品加工用機械を中心に、理化学用混合攪拌機・造粒機などの設計・開発・製造・販売までを手がける。

## 会社概要
現在、主要商品でもある業務用全自動たまご焼き機は1971年に最初に開発されたもの。日本国内におけるシェアの約60%以上を占めるに至っている。客先の要望に応じてカスタマイズできることが特徴で、1時間当たり800本の生産が可能なものから、オムレツに至っては最大4000本/h出来るものも製造販売されている。
真空フライ装置、炒め機、煮練機、真空急速冷却機などの多様な食品機械を製造しており、またオーダーメイドによる専用食品加工機械も製造販売している。弁当や冷凍食品の生産ラインを総合的に提案。食品加工機械を購入する顧客は、コンビニエンスストアなどに調理食品を供給する食品メーカーや、ファミリーレストランのセントラルキッチン、その他外食産業会社がほとんどになる。コンビニ弁当などの総菜、洋菓子、和菓子などのデザート類の需要が高い今日、食品メーカーのニーズに応えた機械が活躍する場は広がり続けている。スナック菓子などの製菓用途でも特徴ある商品を開発している。
また、理化学機器業界での装置も製造販売しており、製薬メーカー、粉体メーカーの顧客にもそれぞれのニーズに応えた機器が活躍している。その他、近年では最新型の造粒機を発表。
創業理念は「為己不希財 客為不辭責」（己（おのれ）の為に財を希（ねが）わず、客のために責めを辞せず）。社章はアルファベットのQの字を3つ「品」の字の形に並べ、感謝（Thank you）、研究、前進の意味を込めている。
高速混練造粒機「トリプルマスター」で平成19年度第1回奈良県ビジネス大賞最優秀賞を受賞、中小企業庁2009年度元気なモノ作り中小企業300社に選定された。
2015年3月24日、社長の品川士郎と妻の遺体が自宅で発見された。

## 業務項目
製菓機械・食品加工機械・理化学用機械の製造および販売
- 煮煉機械・炒機
- ニーダ
- スチーマー
- 真空煮煉機・真空濃縮機・連続殺菌冷却機
- 真空急速冷却機
- 自動餅搗機・蒸煉機・圧力釜
- サンキュウボイラー
- セロベーター
- 自動たまご焼機
- 焼成機
- 真空フライ装置
- 万能混合攪拌機
- 造粒機

## 歴史
元々は餅つき機の開発・製造会社として1910年に創業。初代社長は品川常市。
1956年12月、株式会社に改組、品川玄太郎が代表取締役に就任。餅つき機の販売で業績を伸ばしたが、昭和40年代になると、洋菓子の普及によって和菓子の需要が減退、業績も伸び悩んだ。このため、新しい市場として、スーパーマーケットなどの普及で広がりはじめた惣菜用の製造設備に着目し、自動卵焼きの開発にとりかかった。1971年四角い焼き型を二つ合わせた初代の卵焼き機が完成すると、駅弁などの弁当用を中心に採用され、現在の主力商品となった。